# María Elena Arenas Cruz
María Elena Arenas Cruz (Almagro, provincia de Ciudad Real, 1967) investigadora y ensayista española, especializada en Teoría de la Literatura y siglo XVIII.

## Biografía
Se licenció en Filología Hispánica en la Universidad de Castilla-La Mancha, (donde también dio clases), con una Memoria de Licenciatura titulada Poética de la ficción en Jorge Luis Borges. Obtuvo el grado de doctor con una Tesis sobre la estructura y género del ensayo, fruto de la cual nació la monografía titulada Hacia una teoría general del ensayo. Construcción del texto ensayístico (1997). Dedicada a la investigación en el Área de Teoría de la Literatura, ha publicado trabajos sobre la poética de Jorge Luis Borges, Gerardo Diego o Víctor Botas, así como reflexiones sobre el teatro barroco. Dentro del Proyecto para la nueva edición de las Obras completas del dramaturgo Francisco de Rojas Zorrilla (Universidad de Castilla-La Mancha), ha preparado el texto de Santa Teresa, reina de Portugal (2011). En los últimos años ha orientado sus estudios hacia la Ilustración española, ámbito en el que ha publicado diversos artículos y dos libros: Pedro Estala, vida y obra. Una aportación a la teoría literaria del siglo XVIII español  (2003) y una edición anotada de los Prefacios y artículos de crítica literaria, del mismo autor (2006). También publica artículos en la prensa general sobre feminismo, educación y activismo social. Actualmente imparte clases de Lengua y Literatura Española en el Instituto Berenguela de Castilla de Bolaños de Calatrava.

## Obra
- Ed. de Pedro Estala, Prefacios y artículos de crítica literaria, Ciudad Real: Área de Cultura de la Diputación Provincial, 2006. ISBN 84-7789-235-0
- Pedro Estala, vida y obra: una aportación a la teoría literaria del siglo XVIII español, Madrid: Consejo Superior de Investigaciones Científicas (CSIC), 2003. ISBN 84-00-08138-2
- Hacia una teoría general del ensayo: construcción del texto ensayístico, Cuenca: Universidad de Castilla-La Mancha, 1997. ISBN 84-89492-78-6